# Усть-Салдибаш
Усть-Салдиба́ш (рос. Усть-Салдыбаш, башк. Салдыбаштамаҡ) — присілок (у минулому селище) у складі Нурімановського району Башкортостану, Росія. Входить до складу Красногорської сільської ради.
Населення — 35 осіб (2010; 79 у 2002).
Національний склад:
- башкири — 38 %
- марійці — 34 %